# Camilo Figueiredo
Camilo de Lellis Carneiro Figueiredo (Codó, 1 de janeiro de 1966) é um político e economista brasileiro, graduado pela Universidade Federal do Maranhão (UFMA). Entre 1995 e 2015, exerceu o cargo de deputado estadual pelo Maranhão. Durante esse período,  filiou-se a vários partidos, tais como PSD, PFL, PDT, PR, PSL. 
Atualmente exerce o cargo de vice-prefeito de sua cidade natal, Codó.
Camilo Figueiredo é o filho mais novo do empresário e também político Biné Figueiredo, ex-prefeito do município de Codó.